# Rodenbach (Bergisch Gladbach)
Rodenbach ist ein Ortsteil im Stadtteil Gronau von Bergisch Gladbach. Mundartlich sagt man Rodemich dazu.

## Lage und Beschreibung
Die Ortslage liegt nördlich des Gierather Waldes und westlich der Kreisstraße 27. Sie bildet mit den umliegenden Wohnplätzen einen geschlossenen Siedlungsbereich, so dass sie nicht mehr eigenständig wahrgenommen wird.
Südlich verläuft der Rodenbach, dessen Gewässername für die Siedlung übernommen wurde. Er „hat seinen Namen von der Farbe rot“ (mittelhochdeutsch rot/roete), weil das Wasser stellenweise durch einen Anteil an Eisenhydroxid rot gefärbt ist.

## Geschichte
Rodenbach ist ein alter Hof-, Bach- und Gewannenname. Es findet schon 1330 als Rodinbach urkundlich Erwähnung. Die mittelalterliche Siedlung Rodenbach hatte sich 1905 zu einem Weiler mit 27 Wohnbauten und 170 Einwohnern entwickelt. Sie lag westlich von der Lommertzenmühle (auch Dünnmühle oder Neue Mühle genannt).